# Geoksen
Geoksen – organizm spotkany w glebie, który w odróżnieniu od geofili czy geobiontów, nie jest typowym elementem edafonu, ale znalazł się w niej przypadkowo (np. larwa owada żyjąca wśród koron drzew, która spadła na ziemię lub organizm żyjący na powierzchni gleby, który wpadł do szczeliny), albo przebywa tam sporadycznie (np. składając jaja, chroniąc się przed niekorzystną pogodą lub w pogoni za potencjalną zdobyczą).